# Crvsko
Crvsko (Servisch cyrillisch Црвско) is een plaats in de Servische gemeente Sjenica. De plaats telt 140 inwoners (2002).